# Xylophanes adalia
Xylophanes adalia là một loài bướm đêm thuộc họ Sphingidae. Nó được tìm thấy ở Panama, Costa Rica phía bắc đến tây nam Belize và México. Ở phía nam nó phân bố đến Ecuador.
Sải cánh dài 55–56 mm. Con cái lớn hơn con đực. Nó giống với Xylophanes depuiseti và Xylophanes ploetzi, nhưng phía trên thân và cánh vàng hơn và tuyến trên cánh trước không rạch ròi hơn.
Con trưởng thành bay vào tháng 1 ở Ecuador và có thể dài hơn ở nơi khác.
Ấu trùng ăn Psychotria panamensis, Psychotria nervosa và Pavonia guanacastensis.